# Zonas económicas especiales de China

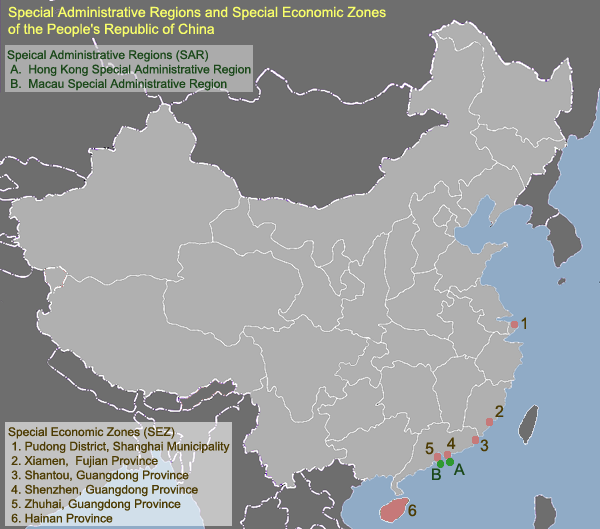
Las zonas económicas especiales de China, localizadas en las zonas costeras del sur (en rojo). También se muestran las regiones administrativas especiales de Hong Kong y Macao (en verde).

Las zonas económicas especiales de China (ZEE o SEZ por sus siglas en inglés) son zonas económicas con características únicas localizadas en la República Popular China. Se diferencian del resto del país principalmente en que en ellas el gobierno chino aplica políticas económicas especiales, más orientadas al libre mercado y con mayor flexibilidad en asuntos gubernamentales. Además, al contrario que la economía más planificada del resto de China, las ZEE utilizan un sistema de gestión económica diseñado para ser más atractivo a empresas extranjeras y nacionales, todo ello para que sirvan de plataforma desde donde estas puedan incorporarse al mercado del resto del país.
Las ZEE nacieron como un experimento económico que formaba parte de las políticas de modernización del país iniciadas por Deng Xiaoping a finales de la década de 1970. Las ZEE debían servir como polo de atracción de inversión extranjera directa (IED) para tener acceso a tecnología, mejorar la infraestructura y servicios de las regiones subdesarrolladas del sur y crear una base industrial destinada fundamentalmente a la exportación. Para ello el gobierno aplicó una legislación distinta a la del resto del país que sirviese como incentivo para las empresas y el capital extranjero. Además se autorizaron las asociaciones entre empresas nacionales y extranjeras, las Joint Venture, así como el asentamiento de empresas de capital totalmente extranjero, y se permitió que la actividad económica dependiese de las dinámicas del libre mercado y no tanto de la planificación y la vigilancia gubernamental.
Estas zonas económicas resultaron fundamentales en el desarrollo de China desde finales del siglo XX y forman parte de la estrategia de desarrollo china conocida como «socialismo con características chinas», además de parecerse en la organización económica, que no política, a las regiones especiales que viven bajo el llamado «un país, dos sistemas». Aunque existen diversas corrientes que debaten el alcance real o las razones del crecimiento de China desde la reforma económica, la cual ha sido objeto de todo tipo de análisis, existe consenso en señalar en líneas generales que estas cuatro décadas se han saldado con un «éxito espectacular».

## Historia

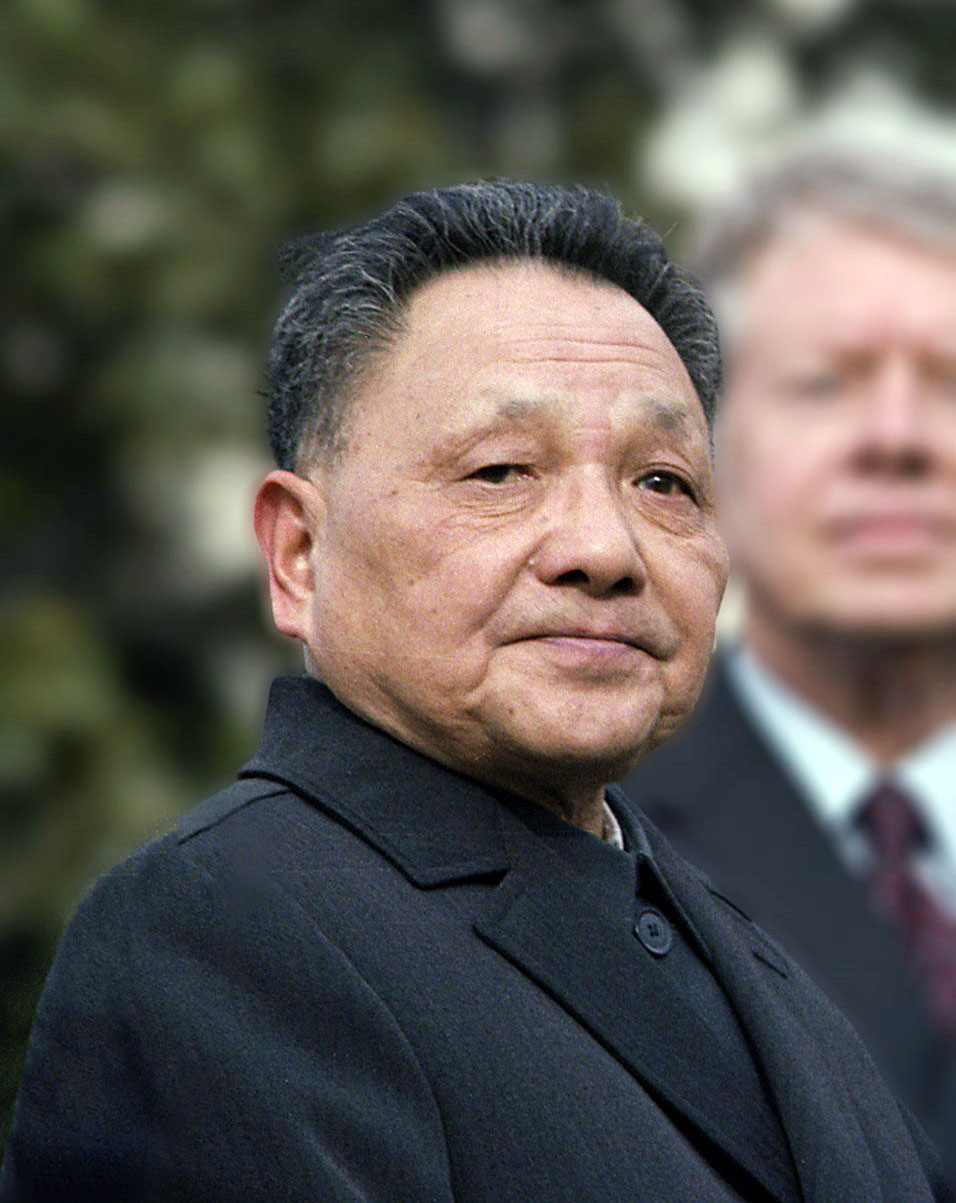
Deng Xiaoping en 1979

A finales de la década de 1970, especialmente en la 3.ª sesión plenaria del 11.º Comité Central del Partido Comunista de China de diciembre de 1978, el gobierno chino inició una política reformista y aperturista como respuesta al fracaso de las políticas económicas anteriores, que no solo no habían logrado un crecimiento económico que permitiese a China igualarse con las naciones industrializadas occidentales, sino que ni siquiera podía mantener el ritmo de crecimiento de potencias regionales en ascenso como Japón, Corea del Sur, Singapur, Taiwán o Hong Kong. Las reformas económicas comenzaron tras el ascenso al poder de Deng Xiaoping y sus aliados reformistas, que lograron expulsar de altos cargos del gobierno a la llamada «Banda de los Cuatro». En el momento en que Deng tomó el poder, ya tenía un amplio apoyo entre las élites para promulgar grandes reformas económicas. La idea de establecer zonas especiales para dinamizar el comercio exterior no era una idea original china, sino que además de tener precedentes centenarios, China estudió atentamente anteriores experiencias antes de establecer la suya. Existía miedo en algunos sectores del gobierno y la sociedad, que recordaban los tratados desiguales firmados con las potencias occidentales en el siglo anterior y trataron de que las ZEE permitieran a China «tener igualdad y plena soberanía en sus relaciones exteriores». A nivel teórico los dirigentes chinos no negaron que la instalación de fábricas extranjeras en el país equivalía a un tipo de explotación contraria a la orientación socialista de la nación, sin embargo esquivaron la cuestión al afirmar que «la economía socialista, al ocupar una posición dominante, hacía que las economías especiales fueran solo un suplemento menor». En definitiva, el trato preferente a los empresarios extranjeros en las ZEE se justificaba en la situación económica del país y su posición en el extranjero, y por tanto concordaba con los intereses de China en la construcción del socialismo.
Los funcionarios de la provincia de Cantón, liderados por su secretario provincial del PCCh, Xi Zhongxun, tomaron la iniciativa y fueron los primeros en lanzar proyectos de inversión con la participación de empresas con sede en Hong Kong, en enero de 1979. En abril de aquel mismo año, Xi Zhongxun y otros compañeros de Cantón presentaron en Pekín una propuesta para dar facilidades a la inversión extranjera en zonas costeras de Cantón. Se propusieron cuatro ciudades: Shenzhen, en el delta del río de las Perlas, Zhuhai, Shantou y Xiamen (esta última parte de la provincia de Fujian). El líder chino aprobó la propuesta y acuñó para ello el término de «zonas especiales», una referencia a como se denominaban las regiones fronterizas durante la guerra civil china. La propuesta fue oficialmente aprobada el 15 de julio y se pusieron en funcionamiento el 26 de agosto de 1979.
La reacción inicial de las empresas extranjeras fue positivo, sin embargo, la falta de claridad del marco legal suscitó dudas hasta la aprobación de regulaciones adicionales desde 1980. Las principales preocupaciones de los inversores potenciales eran el alcance real de las condiciones supuestamente «favorables» de las que gozarían, las reglas específicas para la producción y la contratación de trabajadores, así como la entrada y salida de personas, aduanas o repatriación de beneficios obtenidos en China. Para paliar la incertidumbre, Shenzhen por ejemplo promulgó una serie de leyes en octubre de 1982 para incentivar el menguante interés de los inversores, con rebajas adicionales de impuestos, rentas y salarios. Una vez en funcionamiento, los inversores no acababan de confiar en la seguridad a largo plazo de sus inversiones y en algunos casos sus primeras experiencias les desanimaron, especialmente por las malas condiciones de infraestructura, la baja capacitación de la fuerza laboral, los claroscuros en la administración y otros «costes ocultos». Sin embargo, los esfuerzos del gobierno y el empeño de las administraciones locales por fomentar una atmósfera de inversión clara y certera hicieron que los temores iniciales se despejasen rápidamente.
Dado el éxito casi inmediato de las primeras ciudades abiertas, el gobierno chino expandió la idea en los años posteriores a numerosas ciudades del país, especialmente en zonas costeras. El modelo económico se diversificó desde la década de 1990, cuando el gobierno empezó a establecer, sobre todo en medianas y grandes ciudades, polos de desarrollo especializados, como zonas de libre comercio, de desarrollo industrial o alta tecnología. En mayo de 2010, la República Popular China designó a la ciudad de Kasgar, en la Región Autónoma Uigur de Sinkiang, como una nueva ZEE. Kasgar, que el año anterior había experimentado una tasa de crecimiento interanual del 17,4%, significó un cambio de rumbo en este aspecto; si décadas atrás las ZEE se habían establecido en zonas costeras del sur, el nombramiento de Kasgar como zona económica especial significó un viraje hacia estados fronterizos independientes de la antigua Asia central soviética, donde China buscaba crear vínculos comerciales a nivel internacional.

### Resultados hasta final de siglo
Si podemos aumentar la producción, no importa si las operaciones se realizan de forma privada; si un gato atrapa ratones, no importa si es blanco o negro.
Deng Xiaoping.

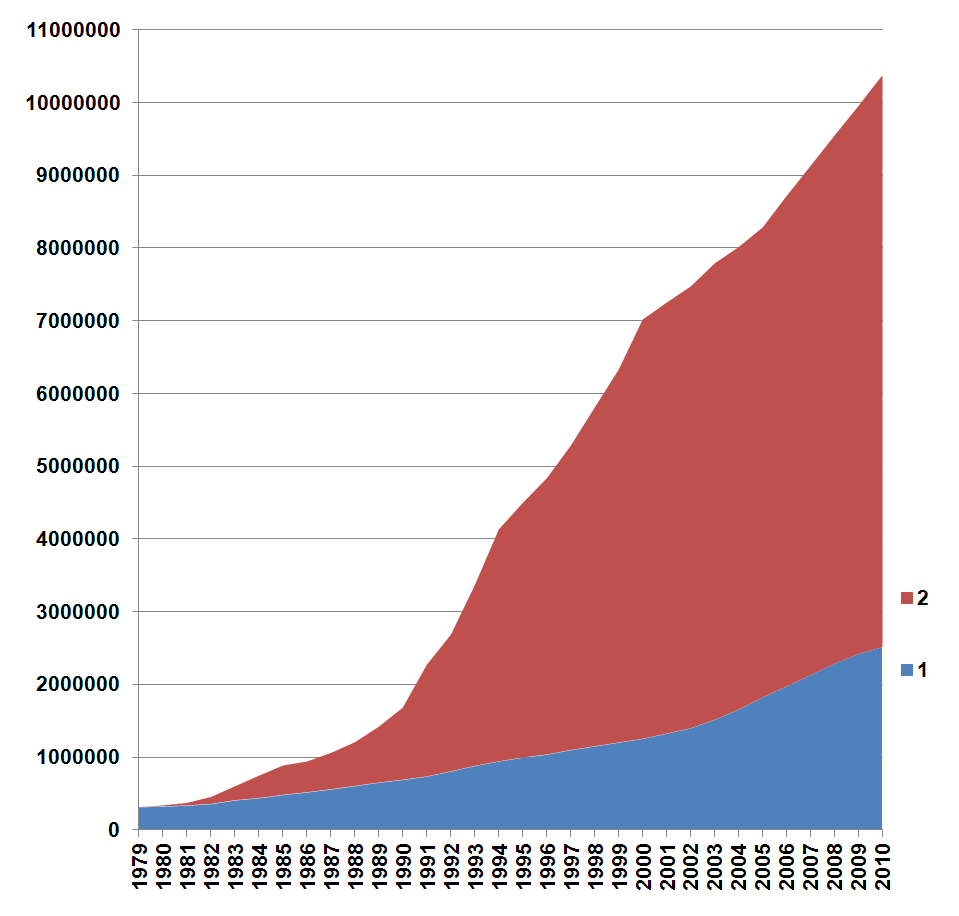
Evolución de la población de Shenzhen entre 1980 y 2010; los diferentes colores señalan la población con o sin residencia permanente. En 2018, su población metropolitana superaba los 23 millones de habitantes.

Para Stoltenberg, el factor más significativo de la evolución del comercio exterior y la inversión en China en la década de 1980 «fue la pragmática flexibilidad con la que el país superó los desafíos inherentes a su desarrollo».
El plan original del gobierno chino establecía como objetivos principales la duplicación del PNB del país y mejorar las condiciones de vida en general, además de resolver los problemas en la alimentación y vestido de su población. Para la década de 1990 se planeaba volver a doblar el PNB y alcanzar unas cotas de bienestar propias de países desarrollados para mediados del siglo XXI.
Apenas dos años después de ponerse en marcha, las cuatro zonas especiales acaparaban el 59,8% de la inversión extranjera en China y solo la ciudad de Shenzhen concentraba el 50,6% de la inversión de todo el país. Sin embargo, es conveniente puntualizar que en los primeros momentos la mayor parte de la inversión procedía de Hong Kong o ciudadanos chinos residentes en el extranjero. La ciudad de Shenzhen se convirtió entonces en el paradigma de este experimento económico y su caso más exitoso con diferencia. Esta ciudad multiplicó por cinco sus ingresos entre 1978 y 1981, en solo dos años se construyeron 300 fábricas y en los cuatro primeros meses de 1983 la producción industrial aumentó en un 25% respecto a 1982. En ese año la ciudad tenía comprometidos 1700 millones de dólares (USD) en inversiones procedentes del extranjero y el 80% de las empresas recién establecidas o que habían formado alianzas con empresas locales estaban generando beneficios. Tras una fase de inicio entre 1979 y 1982, se vivió una etapa de cierta desaceleración entre 1983 y 1985 y una fase de contracción en 1985 tras un escándalo.
Entre 1979 y 1991, las ZEE concentraron el 43% de la inversión extranjera directa de toda China, más concretamente las provincias de Cantón y Fujian, lo que para Orozco «demostraba la capacidad de atracción y posición geográfica óptima» de las zonas especiales. De acuerdo con Orozco, que cita a Sun Ru (1980), «la inversión extranjera llegada a China en 1980 permitió estructurar el desarrollo de las exportaciones de la industria pesada y obtener beneficios a través del turismo y adquirir habilidades de negocio modernas». Además, señala que para los dirigentes chinos era imposible construir una China moderna y una economía capaz de impulsar el desarrollo económico si se continuaba con la autarquía. Dada la rápida modernización de los programas de las ZEE y el hecho de que muchas de las innovaciones obtenidas se transfirieron a otros lugares del país, es justo reconocer que las ZEE contribuyeron al proceso de modernización de China. Entre 1985 y 2000, 11 millones de campesinos emigraron hacia ocupaciones industriales o de servicios en las ZEE. Las reformas industriales permitieron incorporar capital privado para la modernización de la industria, lo que permitió aumentar la competitividad a nivel internacional; para ello se fomentaron la producción de maquinaria industrial, armamento y el sector aeroespacial, hasta disparar el crecimiento de China entre 1991 y 1995 a una media en términos anuales del PIB nominal de más del 12%. Los autores también señalan una serie de efectos negativos producto de las reformas, entre las que se  suelen citarse la masiva migración rural, la concentración de la población, la falta de servicios públicos y las fuertes desigualdades económicas, además del desempleo y la corrupción administrativa. En la década de 1990 destacaban la violación de los derechos de los trabajadores en las empresas, incluidas diversas formas de sobreexplotación, como la infantil, a pesar de las leyes promulgadas por el gobierno, como la Ley del Trabajo de 1995, que intentaban fortalecer la negociación colectiva.
En suma, China registró desde 1978 un crecimiento elevado y estable, que descansó en una industrialización sostenida. Esto contrasta, especialmente en la década de 1990, con los mediocres resultados de la antiguas economías socialistas de Europa en sus etapas capitalistas tempranas. Al respecto, algunos autores han sostenido que el éxito chino se debió a sus factores estructurales ventajosos, que habrían compensado los inconvenientes de la estrategia gradualista adoptada. Otros especialistas, sin embargo, critican esas posiciones y señalan que la estrategia adoptada, gradualista y de experimentación, contribuyó al éxito del desarrollo chino. El crecimiento anual medio del PIB entre 1980 y 1990 fue del 10,2% y de un 12,8% entre 1990 y 1995, la mayor expansión del mundo en ese periodo a excepción, en términos porcentuales, de Vietnam. En cuanto al aumento per cápita fue del 8,7% entre 1981 y 1991 y de un 10,4% entre 1991 y 1995. La estructura económica sectorial de China se reorientó al sector servicios en detrimento del sector primario, al tiempo que el PIB procedente del sector industrial se mantuvo en algo menos del 50% entre 1980 y 1997. A su vez el valor añadido bruto industrial de las empresas estatales se redujo del 72% de 1978 al 36,9% de 1997, beneficiando principalmente a las empresas colectivas (que pasaron del 26,3% al 37,4%) y en menor medida a empresas extranjeras (el 25,7% en 1997).
Como se ha señalado, Shenzhen fue la ZEE que obtuvo resultados más extraordinarios: tuvo una tasa de crecimiento del 40% anual a lo largo del periodo 1979-1995, un crecimiento tan alto y prolongado que creó gran cantidad de puestos bien retribuidos, un aumento general del nivel de vida y un aumento sostenido de los salarios por encima de la media nacional, al estar ligados a la productividad. La tasa de crecimiento de las exportaciones de Shenzhen fue si cabe más espectacular: entre 1970 y 1995 se incrementaron anualmente un 53,6%, lo equivalente a doblarse cada algo más de año y medio. Para 1995, las exportaciones chinas tuvieron un valor de 155 000 millones de USD, mientras que importó por valor de 140 000 millones de USD, una balanza comercial positiva a lo largo del tiempo, que según algunos autores se debía «a barreras a la importación injustificadas». Ese mismo año, las exportaciones chinas de carbón, cemento y televisores ya eran las más altas del mundo y las exportaciones de acero o fibra química eran las segundas. El peso del comercio exterior en el PIB, sumando exportaciones e importaciones se elevó del 10% del PNB en 1978 al 40% en 1995. En 1997 la cuota de exportaciones de China a nivel mundial era del 3%, diez veces más que en 1978. Si en 1983 la IED en China había sido de 2300 millones de USD, esta era ya de 45.300 millones de USD en 1997.

#### Interpretación del éxito chino
Los académicos contrarios a la autoría del gobierno chino como artífice del éxito económico del país señalan que en el momento de la implantación de las zonas especiales, la economía de China tenía una serie de factores positivos. El PIB se había incrementado en un 7,8% ese mismo año (1978), con una inflación del 0,7%, había superávit estatal, un reducido déficit comercial y una deuda externa de apenas el 1,5% del PIB (1980). También se ha señalado la menor rigidez de la planificación económica y una estructura empresarial heterogénea en comparación a la economía de la Unión Soviética, con un comercio exterior orientado ya a economías capitalistas y una fuerte población campesina, además de una situación geográfica privilegiada. Los expertos que responsabilizan del éxito al gobierno enfatizan en los cambios graduales y meticulosamente planificados desde 1978, que evitaron problemas que afectaron a otras economías socialistas o a Rusia tras la desintegración de la URSS, como el hundimiento de la producción, la hiperinflación (China apenas tuvo un episodio inflacionista pasajero entre 1992 y 1995) y la caída de los salarios, además de la privatización masiva de activos estatales producto de transiciones veloces al capitalismo mediante «terapias de choque». Para Bustelo, las reformas graduales contribuyeron a la estabilidad social y macroeconómica y la ausencia de privatizaciones masivas evitó problemas financieros u organizativos y ayudó al reparto igualitario de la renta para beneficio de una mayoría de la población.
Fuera como fuese, entre las décadas de 1970 y 1990 se observó en el conjunto de China un incremento de la esperanza de vida, una disminución de la tasa de pobreza del 28% (1978) al 5,2% (1997) y una mejora inicial en la distribución de la renta para a continuación producirse un empeoramiento en la década de 1990.

### Evolución en elsigloXXI
Tras 25 años de apertura, China se había convertido en el segundo mayor receptor de inversión extranjera del mundo tras Estados Unidos y puntualmente en 2003, llegó a superar a Estados Unidos. En 2003, el delta del río de las Perlas poseía el 3% de la población, pero sus ciudadanos eran responsables del 20% del PIB y de casi el 40% de las exportaciones. En 2004, «China producía la mitad de los aparatos DVD y cámaras digitales del mundo, un tercio de los ordenadores personales y un cuarto de los teléfonos móviles y televisores a color, y con ello superó a Japón y la Unión Europea desde el 2003 y a EE.UU en 2004». En 2007 se convirtió en el mayor exportador del mundo. La intervención del gobierno combinando sus políticas intervencionistas y una economía capitalista tuvo un papel igualmente destacado.
En parte gracias a las ZEE, la economía china, con su increíble crecimiento ha logrado un hueco destacado en el mercado global, posicionándose a la vanguardia del desarrollo tecnológico, científico, las finanzas y la exportación de manufacturas, alejándose de su anterior posición como exportador únicamente de materias primas. Las ZEE, como experimentos prematuros de apertura al capitalismo global, no tuvieron los resultados esperados en la absorción de nuevas tecnologías o bienes raíces, se cree que debido al dominio en estos aspectos de la vecina Hong Kong, aunque en todo caso los autores destacan la liberalización del comercio y la inversión como un rol de primera magnitud a la hora de analizar el éxito del programa de reformas en el sector manufacturero.
Países como India, Pakistán, Irán, Kazajistán, Filipinas, Polonia, México o Rusia han desarrollado proyectos replicando la experiencia china. De acuerdo con Orozco:

Se puede afirmar que la reforma ha generado un éxito sin precedentes, convirtiendo a la zona costera del sur de China en el área de mayor prosperidad del país.

## Políticas económicas características

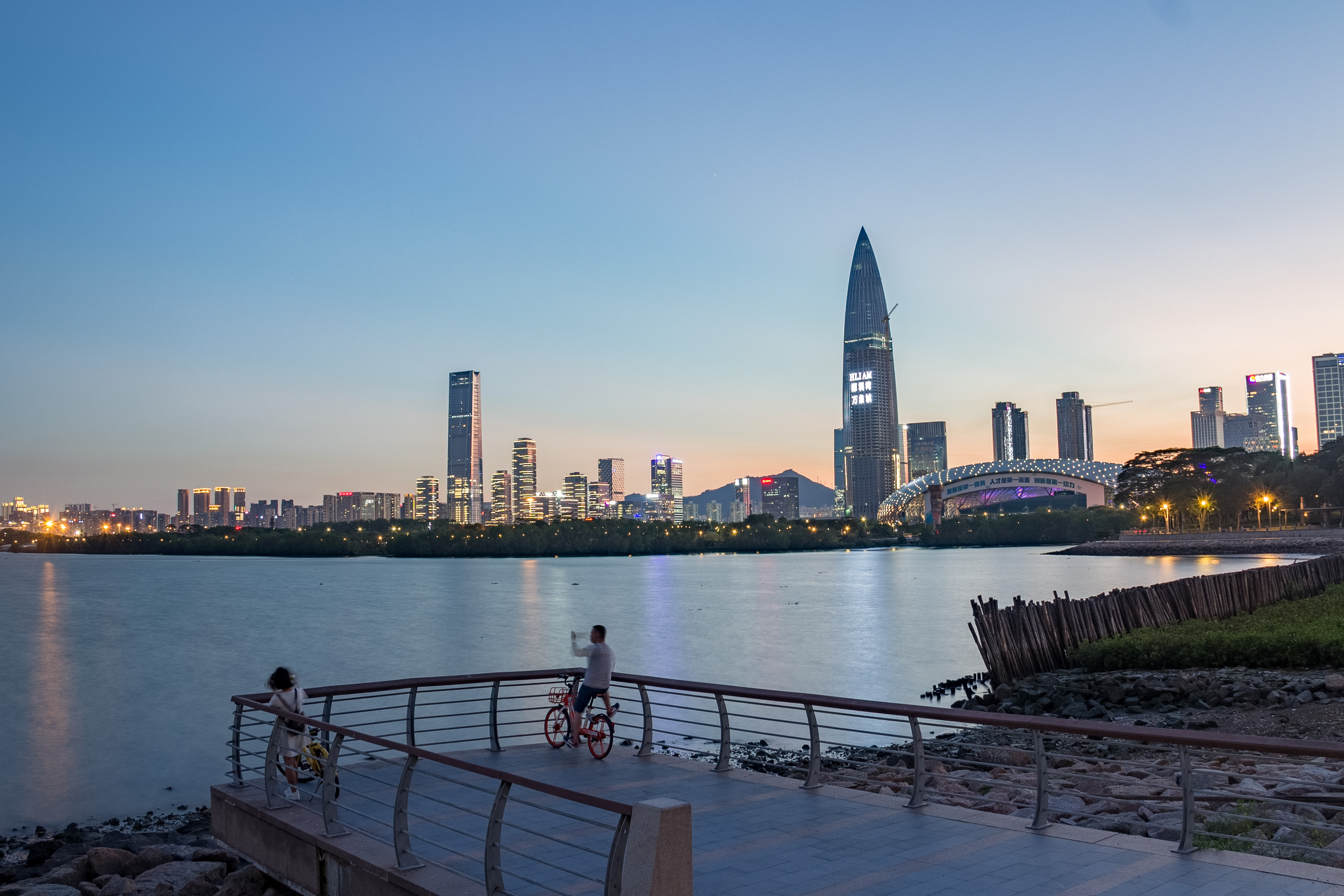
La ciudad de Shenzhen y su extraordinario crecimiento económico y demográfico de las últimas décadas puede servir como paradigma del impacto de las ZEE

La estrategia desarrollada por el país en torno a estas áreas está orientada a cambiar la dinámica del sistema económico a través de zonas costeras que sirvan como plataformas de exportación, además de como bases para el desarrollo del comercio, los negocios, la infraestructura y la tecnología. En definitiva, la creación de las ZEE cerca de las zonas especiales de Hong Kong y Macao (aún en manos de potencias coloniales al comenzar las ZEE) tuvo por objetivo la entrada del capitalismo en el país y la de China en el mercado internacional aprovechándose de su demografía y el uso intensivo de mano de obra.
La adaptación a un sistema económico basado en el comercio y el libre mercado ha dado como resultado el desarrollo paralelo de la producción industrial, agroindustrial y de servicios, especialmente financieros. Un éxito fundamental y pilar de las zonas económicas especiales es la inversión extranjera directa lograda y la progresiva especialización industrial de estas regiones, y con las industrias el notable incremento de la cualificación de la mano de obra.
Reseña merecen también dentro de las ZEE las «zonas económicas de alta tecnología» (ZEAT), que han servido para la progresiva especialización de distintas regiones, a semejanza en sus inicios de la especialización de cada república que se intentó desarrollar en la URSS. China, gracias a la captación en el extranjero de las tecnologías que no poseía, ha logrado desarrollar su propia tecnología nacional y avanzar en su desarrollo científico. Los requerimientos de mano de obra de las ZEAT son muy altos y en sus comienzos necesitaron de amplias inversiones en infraestructura y de la captación de millones de personas altamente cualificadas, recursos que encontraron en jóvenes chinos que habían estudiado en Occidente. De esta forma las industrias en las zonas de libre comercio de China han ido evolucionando de un uso intensivo de capital trabajo con productos percibidos como de «baja calidad» a operar con trabajadores de alta cualificación y hacer un uso intensivo de capital.

## Las ZEE
China estableció sus primeras cuatro zonas económicas especiales (ZEE) entre 1980 y 1984 en cuatro ciudades: Xiamen, Shenzhen, Zhuhai y Shantou, además de una provincia, Hainan. Las características de estas zonas iniciales son únicas y poseen diferencias respecto al resto de áreas incorporadas por el gobierno en los años posteriores. 
En 1984, dado el éxito cosechado en tan pocos años, se establecieron catorce nuevas ciudades costeras: Dalián, Qinhuangdao, Tianjin, Yantai, Qingdao, Lianyungang, Nantong, Shanghái, Ningbó, Wenzhou, Fuzhou, Cantón, Zhanjiang y Beihai.
En 1985 se establecieron cinco regiones geográficas: la península de Liaodong, el delta del Changjiang, al sur de la provincia de Jiangsu y al norte de la provincia de Zhejiang, la península de Shandong (parte de la provincia del mismo nombre), la conurbación urbana Xiamen- Zhangzhou-Quanzhou, parte de la provincia de Fujian y el delta del Zhujiang al sur de la provincia de Fujian; una provincia (Hebei) y una región autónoma (Guangxi). En 1990, el gobierno chino decidió abrir una nueva área en Pudong, distrito de la ciudad de Shanghái, a inversiones extranjeras, así como en más ciudades en el valle del río Yangtsé.
Desde 1992, el Consejo de Estado abrió una serie de ciudades fronterizas y todas las capitales de provincia interiores, además de las regiones autónomas. Se han establecido un total de 15 zonas de libre comercio, 49 de desarrollo económico y tecnológico a nivel estatal y 53 zonas de desarrollo industrial y de alta tecnología, por lo general en grandes y medianas ciudades. Como resultado, existe en China un sistema diversificado y armonizado por niveles de apertura e integración entre áreas costeras, fluviales, fronterizas e interiores.

### Publicaciones utilizadas
- Furlong, Aurora; Raúl Netzahualcoyotzi; Ariadna Hernández (2018). «Las Zonas Económicas Especiales de China». Observatorio de la política china.
- Orozco Plascencia, José Manuel (2009). «La creación de zonas económicas especiales en China: impactos positivos y negativos en su implementación». Revista mexicana de estudios sobre la cuenca del Pacífico (Universidad de Colima) 3 (6).
- Bustelo, Pablo (1999). «Resultados, interpretaciones y enseñanzas de la reforma económica china (1978-1998)». Pablo Bustelo y Comercio Exterior (Universidad Complutense de Madrid) 49 (7). ISSN 0185-0601.
- Stoltenberg, Clyde D. (1984). «China's Special Economic Zones: Their Development and Prospects». Asian Survey 24 (6): 637-654. ISSN 0004-4687. doi:10.2307/2644396.